# Judith McConnell
Judith Lynn McConnell (Pittsburgh, Pennsylvania, 6 april 1944), is een Amerikaans actrice. Ze speelde van 1984 tot 1993 de rol van Sophia Capwell in Santa Barbara.
McConnell heeft in meerdere soaps gespeeld, waaronder As the World Turns en Another World, maar in Nederland is alleen haar rol in Santa Barbara te zien geweest.
In 1965 won ze een missverkiezing in Pennsylvania.
Begin jaren 90 adopteerde ze een dochtertje.